# 앤드루 밀러 (야구 선수)
앤드루 마크 밀러(영어: Andrew Mark Miller, 1985년 5월 21일 ~ )는 미국의 전직 야구 선수로, 메이저 리그에 소속되어 있는 세인트루이스 카디널스에서 투수로 활동하였다.